# Parakneria tanzâniae
Parakneria Tanzâniae é uma espécie de peixe da família Kneriidae.
É endémica da Tanzânia.